# غلامرضا شافعی
غلامرضا شافعی (زاده ۱۳۳۰، مرند) سیاستمدار ایرانی است که معاون نظارت راهبردی رئیس سازمان مدیریت و برنامه‌ریزی در دولت حسن روحانی، وزیر صنایع ایران در دولت دوم میرحسین موسوی و دولت نخست سید محمد خاتمی و همچنین وزیر تعاون در دولت اکبر هاشمی رفسنجانی بوده است.
بین سال‌های ۱۳۹۱ تا ۱۳۹۳ وی ریاست ایدرو را بر عهده داشت.
وی در تاریخ ۶ آذر ۱۳۹۵ با حکم حسن روحانی (رئیس‌جمهور وقت)، به همراه محمد فروزنده، هوشنگ نادریان، سید محمد میرمحمدی، محسن محبی، داوود دانش‌جعفری و غلامحسین نوذری به عنوان یکی از اعضای «هیئت تطبیق قراردادهای نفتی» منصوب گردید.

## زندگی‌نامه
او دیپلم ریاضی را سال ۱۳۴۹ از دبیرستان خوارزمی تهران اخذ کرد و در سال ۱۳۵۴ با درجه لیسانس مهندسی مکانیک از دانشگاه صنعتی شریف فارغ‌التحصیل شد. پس از گذراندن یک دوره چهارماهه در زندان‌های ساواک در شرکت‌های ذوب آهن اصفهان، ری و تهران مشغول به کار گردید و پس از پیروزی انقلاب به مدت ۲ سال مدیریت سازمان صنایع ملی ایران را به عهده گرفت. در سال ۱۳۶۳ پس از آنکه مدتی معاونت فلزات غیرآهنی وزارت معادن و فلزات را عهده‌دار بود به‌عنوان وزیر صنایع به مجلس معرفی شد و پس از اخذ رای اعتماد به مدت ۵ سال تا سال ۱۳۶۸ وزیر صنایع بود و سپس به سازمان برنامه و بودجه رفت و ۲۸ ماه معاون امور تولیدی این سازمان بود. در دی ماه ۱۳۷۰ با تصویب مجلس به‌عنوان اولین وزیر تعاون، این وزارتخانه را تأسیس کرد و تا اواسط سال ۱۳۷۶ در این سمت بود تا اینکه مجدداً در دولت خاتمی به وزارت صنایع بازگشت و به مدت سه سال و اندی تا زمان ادغام آن با وزارت معادن و فلزات وزیر صنایع باقی ماند.